# Růžena Petrů
Růžena Petrů (* 28. dubna 1930) byla česká a československá politička a bezpartijní poslankyně Sněmovny lidu Federálního shromáždění za normalizace.

## Biografie
K roku 1976 se profesně uvádí jako dělnice.
Ve volbách roku 1976 zasedla do Sněmovny lidu (volební obvod č. 36 - Pelhřimov, Jihočeský kraj). Mandát obhájila ve volbách roku 1981 (obvod Pelhřimov). Ve Federálním shromáždění setrvala do konce funkčního období, tedy do voleb roku 1986.